# Elecciones legislativas de Ecuador de 1954
Las elecciones legislativas de Ecuador de 1954 se celebraron ese año para renovar a la Cámara de Diputados de Ecuador. Los Senadores cumplían períodos de 4 años, electos en 1952. 
Al haber 115 legisladores, para mayoría del Congreso en pleno se requerían 58 votos.

## Senadores
46 Senadores, 24 para mayoría en la Cámara del Senado.

### Provinciales
33 Senadores Provinciales
| Senadores Provinciales | Senadores Provinciales            |
| ---------------------- | --------------------------------- |
| Carchi                 | Cruz Elías Vásquez                |
| Carchi                 | Ángel Polibio Rueda Méndez        |
| Imbabura               | José Dávila Meza                  |
| Imbabura               | Manuel Justo Chávez Villavicencio |
| Pichincha              | Alfonso Troya Cevallos            |
| Pichincha              | Jorge Pérez Serrano               |
| Cotopaxi               | Rafael Terán Coronel              |
| Cotopaxi               | Enrique Bustamante V.             |
| Tungurahua             | Alfredo Coloma Baquero            |
| Tungurahua             | Enrique Bucheli Benítes           |
| Chimborazo             | Humberto Gallegos                 |
| Chimborazo             | Carlos Riofrío Andrade            |
| Bolívar                | Alberto Flores González           |
| Bolívar                | Angel León Carvajal               |
| Cañar                  | Miguel Heredia Crespo             |
| Cañar                  | Rafael María García Velasco       |
| Azuay                  | Enrique Arízaga Toral             |
| Azuay                  | Luis Cordero Crespo (Nieto)       |
| Loja                   | José María Jaramillo Palacio      |
| Loja                   | Rafael Adriano Ojeda              |
| El Oro                 | Bolívar Madero Vargas             |
| El Oro                 | Humberto Molina Astudillo         |
| Guayas                 | Alejandro Ponce Luque             |
| Guayas                 | Antonio Dávila Zabala             |
| Los Ríos               | Efrén Icaza Moreno                |
| Los Ríos               | Germán Anchundia Barros           |
| Manabí                 | Octavio Viteri Velásquez          |
| Manabí                 | Emilio Bowen Roggiero             |
| Esmeraldas             | César Plaza Monzon                |
| Esmeraldas             | Alberto Andrade Cevallos          |
| Napo Pastaza           | Vicente Alfonso Ruales S.         |
| Santiago Zamora        | Rafael Arcos Díaz                 |
| Archipiélago de Colón  | Rubén Palacio García              |

### Funcionales
12 Senadores funcionales.
| Senadores Funcionales                 | Senadores Funcionales         |
| ------------------------------------- | ----------------------------- |
| Educación Pública                     | Alfredo Pérez Guerrero        |
| Periodismo e Instituciones Culturales | Benjamin Carrión Mora         |
| Educación Particular                  | Manuel Utreras Gómez          |
| Agricultura de la Sierra              | Camilo Ponce Enríquez         |
| Agricultura de la Costa               | Clemente Yerovi Indaburu      |
| Comercio de la Sierra                 | Alfredo Pérez Chiriboga       |
| Comercio de la Costa                  | Adolfo Gómez Santistevan      |
| Industria de la Sierra                | Manuel Eduardo Cadena Arteaga |
| Industria de la Costa                 | Víctor Manuel Janer Fernández |
| Trabajadores de la Sierra             | César Humberto Navarro        |
| Trabajadores de la Costa              | Pedro Saad Niyaim             |
| Fuerza Publica                        | Rigoberto González Zurita     |

## Diputados
69 diputados, 35 para mayoría en la Cámara de Diputados
| Provincia        | Diputados                           |
| ---------------- | ----------------------------------- |
| Carchi           | Eduardo Cordova Guerron             |
| Carchi           | Fidel Egas Grijalva (Padre)         |
| Imbabura         | Jorge Merlo Vásquez                 |
| Imbabura         | Segundo Saa Jaramillo               |
| Imbabura         | Juan Genaro Jaramillo Larrea        |
| Pichincha        | Juan Isaac Lovato Vargas            |
| Pichincha        | César Alfaro Alarcón                |
| Pichincha        | Eduardo Bustamante Pérez            |
| Pichincha        | Rodrigo Jácome Moscoso              |
| Pichincha        | Jorge Luna Yépes                    |
| Pichincha        | Gustavo Mortensen Gangotena         |
| Pichincha        | Jose Corsino Cardenas Batallas      |
| Pichincha        | Luis Arias Guevara                  |
| Cotopaxi         | José Gabriel Teran Varea            |
| Cotopaxi         | Rafael Quevedo Coronel              |
| Cotopaxi         | Luis Maldonado Tamayo               |
| Tungurahua       | Ruperto Camacho Mejía               |
| Tungurahua       | Miguel Angel Ricaurte Dávalos       |
| Tungurahua       | Antonio Jose Holguin Iturralde      |
| Tungurahua       | Alfredo Albornoz Sanchez            |
| Chimborazo       | Gonzalo Davalos Valdivieso          |
| Chimborazo       | Edelberto Bonilla Oleas             |
| Chimborazo       | Juan Francisco Yerovi               |
| Chimborazo       | Julio Anibal Banderas Salem         |
| Bolívar          | Gonzalo Davalos Valdivieso          |
| Bolívar          | Eduardo Flores Gonzalez             |
| Cañar            | Carlos González Bravo               |
| Cañar            | Gerardo Martínez Espinoza           |
| Azuay            | Gonzalo Cordero Crespo              |
| Azuay            | Antonio Malo Moscoso                |
| Azuay            | Remigio Moscoso Tamariz             |
| Azuay            | Octavio Muñoz Borrero               |
| Azuay            | Jose Flores Abad                    |
| Loja             | Jose Maria Riofrio Riofrío          |
| Loja             | Victor Hugo Correa Bustamante       |
| Loja             | Rafael Armijos Valdivieso           |
| El Oro           | Nicolas Castro Benitez              |
| El Oro           | Arnaldo Romero Molina               |
| Guayas           | Carlos Luis Plaza Dañin             |
| Guayas           | Otto Arosemena Gomez                |
| Guayas           | Moises Elias Endara                 |
| Guayas           | Alberto Febres-Cordero Carbo        |
| Guayas           | Amalio Puga Pastor                  |
| Guayas           | Simon Cañarte Barvero               |
| Guayas           | Luis Robles Plaza                   |
| Guayas           | Julio Acevedo Vega                  |
| Guayas           | Manuel Villavicencio Morejon        |
| Guayas           | Salvador Loffredo Rodriguez         |
| Guayas           | Federico Intriago Arrata            |
| Guayas           | Enrique Baquerizo Valenzuela        |
| Los Ríos         | Jose Gabriel Ycaza Roldos           |
| Los Ríos         | Carlos Julio Emanuele Aspiazu       |
| Los Ríos         | Victor Emilio Echeverria Hinostroza |
| Manabí           | Alberto Polit Ortiz                 |
| Manabí           | Julio Cedeño Cantos                 |
| Manabí           | Isaac Santos Reder                  |
| Manabí           | Diogenes Arteaga García             |
| Manabí           | Dagoberto Izaguirre Solorzano       |
| Manabí           | Pompilio Silva Villavicencio        |
| Manabí           | Trajano Viteri Medranda             |
| Manabí           | Juan de Dios Zambrano Pazmiño       |
| Esmeraldas       | Julio Plaza Ledesma                 |
| Esmeraldas       | Cesar Concha Andrade                |
| Napo Pastaza     | Sergio Jativa Galindo               |
| Napo Pastaza     | Miguel Ignacio Solano Martinez      |
| Morona Santiago  | Rafael Cordero Tamariz              |
| Morona Santiago  | Gonzalo Pesantes Lafebre            |
| Zamora Chinchipe | Carlos Larreategui Mendieta         |
| Zamora Chinchipe | Carlos Alvarez Miño                 |

Fuente: